# Behaviorální ekonomie
Behaviorální ekonomie je obor ekonomie, který se zabývá dopady sociálních, kognitivních a emocionálních faktorů na ekonomické rozhodování jednotlivců a institucí. Zatímco standardní ekonomie se zaměřuje na důsledky a vnější okolnosti lidského jednání za předpokladu racionality, behaviorální ekonomie zkoumá systematické způsoby lidského rozhodování a jejich vliv na lidské jednání za předpokladu omezené racionality.
Soustředí se zejména na výzkum heuristik, systematických tendencí lidského rozhodovaní (biases), a na jejich důsledky pro trhy a chování jednotlivců.

## Historie
Myšlenky behaviorální ekonomie nejsou zcela nové, navracejí se k počátkům ekonomie. Adam Smith, je považován za zakladatele ekonomie svým dílem Bohatství Národů, vydaném v roce 1776. Kromě něj, ale napsal také méně známou knihu Teorie mravních citů, vydanou v roce 1759. V Teorii mravních citů analyzoval psychologické a morální principy lidského jednání.
Jeremy Bentham, jehož teorie užitku položila základy neoklasické ekonomie, se ve svém díle věnoval významně psychologickým faktorům, které užitek determinují. Dílo Francise Edgewortha Theory of Mathematical Psychics, ve kterém představil svůj model směny, obsahovalo také jednoduchý model společenského užitku, kde je užitek jedné osoby determinován užitkem té druhé.
Ekonomie následně odmítla psychologické faktory pro jejich vratkost a nejednoznačnost a začala budovat své teorie na zjednodušujícím předpokladu racionálního chování – homoeconomicus v naději, že se přiblíží přírodním vědám.
V dílech Irvinga Fishera, Vilfreda Pareta je objevovaly pasáže, jak lidé cítí a uvažují při ekonomických volbách. John Maynard Keynes klad velký důraz na neracionalitu tržního jednání a stádové efekty na akciových trzích . Zmínky o lidské psychologii postupně s rozvojem ekonomie vymizely.
S následným rozvojem neoklasické ekonomie, postavené na předpokladech teorie racionální volby se objevila řada kritiků, kteří zdůrazňovali důležitost psychologického přístupu. Slavným kritikem byl zejména Herbert Simon a jím navržený koncept omezené racionality. Behaviorální ekonomie pronikla do standardní ekonomie až díky širokému používání modelů očekávaného užitku při rozhodování za nejistoty a volby mezi přítomností a budoucností. Tyto modely poskytly řadu testovatelných hypotéz, které byly experimentálně zpochybněny, a vedly k formulaci prospektové teorie Danielem Kahnemanem a Amosem Tverskym.  

## Metodologie behaviorální ekonomie
Kromě standardních ekonomických metod využívá behaviorální ekonomie experimenty, počítačové simulace a fyziologické údaje testovaných subjektů. Behaviorální ekonomie se definuje jako aplikace poznatků psychologie do ekonomie, proto není závislá pouze na používání experimentů, jako experimentální ekonomie.
Použití experimentálních metod má za cíl kontrolou prostředí experimentu zajistit izolaci vlivu zkoumané proměnné na výsledek. Příkladem experimentu je hra na ultimátum, kdy si dva
hráči mezi sebe dělí určitou sumu peněz. První hráč dostane celou částku a navrhne druhému hráči, jak si částku rozdělí. Pokud druhý hráč přijme, částka bude rozdělena podle návrhu, pokud odmítne, oba hráči přijdou o veškeré peníze. Tato jednoduchá hra má v reálném světě podobu rozvodů, předsoudních dohod nebo stávek. V těchto případech by bylo složité odlišit, zda za výsledky může opakování her, problém pána a správce, nepochopení situace a další okolnosti. V experimentu lze všechny tyto vlivy odstranit nebo omezit. Často používanými experimenty jsou simulace akciových trhů, optimalizace za časového omezení.
Experimentální metoda výzkumu je ale často kritizována. Zejména pro omezenou reprodukovatelnost experimentů, kdy přesně zopakovaný experiment neskončí výsledkem původního experimentu. Po
skandálu sociálního psychologa Diederika Stapela, který založil svoji akademickou kariéru na falšování výsledků experimentů vyzval Daniel Kahneman k obnovení pokusů o replikaci zásadních poznatků behaviorální ekonomie. Další slabinou je systematické používání jedné výzkumné skupiny, a to studentů vysokých škol, jejichž výsledky nejsou reprezentativní pro obecné závěry.
Standardním postupem výzkumu behaviorální ekonomie je identifikace ekonomického modelu a demonstrace porušení jeho předpokladů z důvodů lidských kognitivních procesů za použití experimentálních dat. Dalším krokem je využití těchto odchylek k tvorbě alternativní teorie, doplnění stávajícího nebo vytvoření nového modelu. Poslední krok je otestování implikací a předpovědní schopnosti nového modelu ve srovnání s původním.

## Základní směry výzkumu

### Odhady pravděpodobnosti jevů
Odhadování pravděpodobnosti budoucích jevů je klíčové pro lidské rozhodování i ekonomické modely. Většina ekonomických modelů používá Bayesovo pravidlo, pro zjištění vlivu nové informace na očekávanou pravděpodobnost budoucího jevu. Používání Bayesova pravidla je pro lidské vnímání nerealistické. Předpokládá oddělení minulých a nových událostí, i když lidské vnímání na základě minulých informací upravuje vnímání nových. Je také založeno na oddělení pravděpodobnosti jevu a jeho předpokládaného užitku, což popírá obecný sklon k nadhodnocování malých pravděpodobností (např. loterie). Předpokládá i nezávislost pořadí přijetích informací, které odporuje konceptu pracovní paměti.
Lidská mysl používá k odhadu pravděpodobnosti jevů řadu heuristik, které nedospějí ke stejným výsledkům, jako aplikace Bayesova pravidla. Dostupnostní heuristika ovlivňuje předpokládanou pravděpodobnost jevu snadností jeho vyvolání z paměti. Pokud lze vzácný jev vyvolat z paměti snadno, lidé přeceňují jeho pravděpodobnost. Výhra v loterii je většinou medializována, proto si ji lze snadněji představit, než prohru, která je  statisticky pravděpodobnější.
Související heuristikou je zaujatost zpětného pohledu, kdy si lze proběhlé události představit lépe, než opačné neproběhlé události. Další heuristikou je reprezentační heuristika. Ta ovlivňuje očekávanou pravděpodobnost jevu tím, do jaké míry pozorovaná data reprezentují očekávané vlastnosti určité skupiny. Ta se projevuje i v zákonu malých čísel, kdy mají lidé sklon na základě malého vzorku usuzovat o vlastnostech celého statistického souboru, jako by ho přesně reprezentoval.
Na tyto výtky zareagovali ekonomové tvorbou kvazibayesovských statistických přístupů, používaných zejména v modelování akciových trhů, které v sobě zahrnují přehnané reakce investorů na nové informace, i pomalé budování důvěry v trend trhu.

### Teorie preferencí
Standardní ekonomická teorie pro konstrukci preferencí v teorii spotřebitele používá řadu testovatelných předpokladů. Preference spotřebitele by měly být nezávislé na počátečním stavu, kompletní, nezávislé na prezentovaném pořadí, tranzitivní a vyšší množství statku by mělo vždy přinášet vyšší užitek. Všechny tyto předpoklady byly behaviorálními ekonomy zpochybněny.
Popírá je zejména efekt „zarámování“, kdy způsob prezentace možností jedinci ovlivňuje jeho preference. Klasickým příkladem je Asijská nemoc, kdy zarámování možností jako záchrana infikovaných nebo jejich smrt ovlivní rozhodování, i při stejném výsledku.
Dalším efektem, který popírá standardní předpoklady, je „kotevní efekt“. Lidské rozhodování záleží na výchozím bodu, se kterým jsou porovnávány alternativy. Při změně tohoto výchozího bodu dochází ke změně preferencí. Efekty kontextu ovlivňují preference tím, jak jsou zvoleny ostatní možnosti. Lidé více preferují kompromisnější alternativy, než čisté zaměření na jednu stranu.
Důležitou systematickou tendencí lidského chování je tendence k zachovávání současného stavu (status quo bias). Lidé považují předem zvolenou možnost za lepší, nebo je pro ně příliš nákladné ji změnit. Typickým příkladem je rozdíl v dárcovství orgánů v zemích, kde je dárcem každý, pokud to výslovně neodmítne. Tento poznatek je uplatňován v libertariánském paternalismu, popularizovaném knihou Šťouch. Ten je založen na předpokladu, že vhodným nastavením rozhodovacích možností lze obejít nedostatky heuristik při zachování svobody rozhodování.